# بانو و ولگرد (فیلم ۱۹۵۵)
بانو و ولگرد (به انگلیسی: Lady and the Tramp) فیلم انیمیشنی موزیکال و عاشقانه است که توسط والت دیزنی ساخته و به‌دست استودیو سینمایی والت دیزنی منتشر شده است. این فیلم که پانزدهمین فیلم استودیویی استودیوی انیمیشن والت دیزنی است، توسط کلاید جرونیمی، ویلفرد جکسون و همیلتون لاسک کارگردانی شده و باربارا لودی، لری رابرتز، بیل تامپسون، بیل باکوم، ورنا فلتون و پگی لی در صداگذاری آن نقش داشته‌اند. این انیمیشن که بر پایه داستانی در رونامه سال کاسموپولیتن ۱۹۴۵ به نام «دن خوشحال، سگ خیره‌چشم» به نویسندگی ورد گرین است، داستان یک کوکر اسپانیل آمریکایی به نام لیدی که با یک خانواده باصفا و از طبقه متوسط بالا زندگی می‌کند و یک سگ مات دیگر به نام ترمپ را روایت می‌کند. هنگامی که دو سگ ملاقات می‌کنند، وارد ماجراهای زیادی می‌شوند که منجر می‌شود آن‌ها عاشق هم شوند.
بانو و ولگرد در ۲۲ ژوئن ۱۹۵۵ در تئاترها عرضه شد و در گیشه موفق بود. این نخستین فیلم انیمیشنی بود که در صفحه عریض فیلمبرداری شده بود و همچنین نخستین فیلم دیزنی بود که از بخش بونتا ویژن عرضه شد. این فیلم در ابتدا توسط منتقدان نقدهای منفی دریافت کرد اما امروزه دیدگاه کلی نسبت به این انیمیشن مثبت است و امروزه به عنوان یکی از بهترین فیلم‌های انیمیشنی دیزنی دیده می‌شود. یک دنباله فیلم ویدئویی، به نام بانو و ولگرد ۲: ماجراجویی اسکمپ در ۲۷ فوریه ۲۰۰۱ عرضه شد و یک بازسازی در سال ۲۰۱۹ عرضه شد.

## داستان
در یک عصر کریسمسی در سال ۱۹۰۹، در یک شهر عجبیب و غریب در ایالت‌های غرب میانه آمریکا (که به‌طور دیداری از زادگاه والت دیزنی، مارسلین، میزوری الهام گرفته است)، جیم دیر به همسرش دارلینگ یک توله سگ کوکر اسپانیل هدیه می‌دهد که با هم آن را لیدی نام‌گذاری می‌کنند. لیدی از زندگی‌اش لذت می‌برد و با دو سگ همسایه، یک تریر اسکاتلندی به نام جاک و یک سگ شکاری سنت اوبر به نام تراستی دوست می‌شود. در همین حال، آن سوی شهر، یک سگ ولگرد به نام ترمپ بر پای خود زندگی می‌کند و از ضایعات رستوران ایتالیایی تونیز تغذیه می‌کند و از سگ‌های ولگرد خود، پگ (یک پکینز) و بول (یک بولداگ) در برابر سگ‌گیر محلی محافظت می‌کند. یک روز، لیدی از این که صاحبانش با او سرد رفتار می‌کنند ناراحت می‌شود. جاک و تراستی او را ملاقات می‌کنند و می‌فهمند که رفتار آن‌ها به دلیل این است که دارلینگ در حال بچه‌دار شدن است. در حالی که جاک و تراستی دیدگاه‌هایشان در این باره را به اشتراک می‌گذراند، ترمپ در گفتگو دخالت می‌کند و فکرهای خود را بیان می‌کند که باعث می‌شود جاک و تراستی از او متنفر شوند و به او دستور می‌دهند از حیاط خارج شود. در حال بیرون رفتن از حیاط، ترمپ به لیدی یادآور می‌شود که «هنگامی که یک نوزاد به دنیا می‌آید، سگ بیرون می‌رود.»
به مرور زمان، بچه به دنیا می‌آید و زوج بچه‌شان را به لیدی که بسیار استقبال کرد معرفی می‌کنند. هنگامی که جیم دیر و دارلینگ برای سفر می‌روند، آن‌ها به خاله سارا که از سگ‌ها متنفر است مسئولیت نوزاد و لیدی را می‌دهند. دو گربه سیامی دردسرساز او، سی و آم، عمداً خانه را خراب می‌کنند. آن‌ها قصد دارند با این کار لیدی را در دردسر بندازند. سپس سارا لیدی را به فروشگاه حیوانات خانگی نزدیک می‌برد و برای او یک پوزه‌بند می‌گیرد. لیدی که ترسیده بود، از فروشگاه فرار می‌کند اما سه سگ ولگرد او را دنبال می‌کنند. ترمپ او را نجات می‌دهد و با سگ‌های ولگرد شرور مبارزه کرد. ترمپ که پوزه‌بند لیدی را می‌بیند، او را به باغ وحش نزدیکی می‌برد که در آن‌جا یک سگ آبی با دندانش پوزه‌بند را از سر لیدی جدا می‌کند. سپس ترمپ به لیدی نشان می‌دهد که او چگونه زندگی می‌کند و آن‌ها در رستوران تونیز یک قرار می‌گذارند. لیدی کم‌کم عاشق ترمپ می‌شود، اما تصمیم می‌گیرد به خانه بر گردد و حواس به نوزاد باشد. ترمپ به لیدی پیشنهاد می‌دهد که او را تا خانه همراهی کند، اما ترمپ تصمیم می‌گیرد برای لذت بردن در نزدیکی یک مزرعه مرغ‌ها را دنبال کند. لیدی توسط سگ‌گیر گرفته می‌شود و او را به آغل سگ‌های گمشده محلی می‌برد. در آنجا، دیگر سگ‌ها به لیدی می‌گویند که ترمپ در گذشته دوست‌دخترهای زیادی داشته و بعید است با یک نفر مستقر شود. لیدی به مرور زمان توسط خاله سارا باز پس گرفته می‌شود و برای مجازات فرار کردن، لیدی را در حیاط با زنجیر می‌بندد.
جاک و تراستی لیدی را ملاقات می‌کنند و تلاش می‌کنند او را آرام کنند، اما هنگامی که ترمپ برای عذرخواهی می‌آید، توسط لیدی برای داشتن دوست‌دخترهای دیگر در گذشته سرزنش می‌شود. ترمپ با ناراحتی می‌رود، اما بلافاصله پس از آن، یک موش به‌طور پنهانی وارد خانه می‌شود. لیدی موش را می‌بیند و به‌طور دیوانه‌وار واق واق می‌کند، اما سارا به او می‌گوید که ساکت باشد. ترمپ صدای واق واق او را می‌شوند و سریعاً به عقب بر می‌گردد. او وارد خانه می‌شود و موش را در جای نوزاد در یک گوشه‌گیر می‌اندازد. لیدی از زنجیر آزاد می‌شود و به سرعت به سوی جای نوزاد می‌رود. ترمپ ناخواسته به گهواره نوزاد می‌زند که برروی موش می‌افتد و آن را می‌کشد. این هیاهو سارا را مطلع می‌کند و فکر می‌کند سگ‌ها به نوزاد آسیب زدند. او ترمپ را در کمد می‌کند و لیدی را در زیرزمین زندانی می‌کند و سپس به آغل می‌گوید تا ترمپ را ببرند. هنگامی که سگ‌گیر می‌روود، جیم دیر و دارلینگ به خانه بر می‌گردند و هنگامی که لیدی را آزاد می‌کنند، آن‌ها را به سوی موش مرده می‌برد. تراستی و جاک که همه چیز را شنیدند، دنبال ارابه سگ‌گیر می‌روند. سگ‌ها رد ارابه را پیدا می‌کنند و اسب‌ها را می‌ترسانند که منجر می‌شود ارابه بیافتد. جیم دیر و لیدی با یک تاکسی می‌رسند و لیدی و ترمپ همدیگر را دوباره می‌بینند اما ارابه تراستی را تقریباً کشت.
در آن کریسمس، ترمپ به خانواده پذیرفته شد و با لیدی خانواده خودشان را آغاز کردند و لیدی چهار توله سگ به دنیا می‌آورد. جاک برای ملاقات به خانه می‌آید و تراستی که دوباره سالم شده است، توسط انسان‌ها به عنوان مهمان استقبال شدند.